# Nizka
Nizka – wieś w Słowenii, w gminie Rečica ob Savinji. W 2018 roku liczyła 187 mieszkańców.